# ウアパカ・ボジェリ
ウアパカ・ボジェリ（学名：Uapaca bojeri ）は、コミカンソウ科 Uapaca 属の木の一種。マダガスカル島の固有種であり、地元では「タピア」と呼ばれる。生育エリアは、中央高地の西斜面、主としてアンツィラベの南からアンブシチャの北、あるいは、アンタナナリヴの西までの地域。中央高原西斜面は、雨期と乾期の差が明瞭で東側の山岳地帯よりも乾燥しており、イネ科の植物を主とした草原となっているが、その中でタピアの小高木が目立つ存在となっている。
タピアには、次に挙げる二つの興味深い特徴がある。一つは、ランディベと呼ばれる野蚕種（マダガスカルトゲマユカレハ）が、繭を作る唯一の木であること。もう一つは、タピアの樹皮が分厚いため、マダガスカルでしばしば起きる叢林火災に対する抵抗力を生態系に与えること。しかしながら、タピアからランディベの繭を採取する農民からは、タピアの木が消えつつあると嘆く声がある。
- タピアの樹皮のクローズアップ
- タピアのつぼみと花
- タピアの果実
- 中央高地西斜面（中央部緑色）に分布